# Bodafors
Bodafors – miejscowość (tätort) w Szwecji, w regionie administracyjnym (län) Jönköping, w gminie Nässjö.
Według danych Szwedzkiego Urzędu Statystycznego liczba ludności wyniosła: 1957 (31 grudnia 2015), 2036 (31 grudnia 2018) i 2092 (31 grudnia 2019).